# Anatol Rapoport
Anatol Rapoport (Lozovaja, Rusland, 22 mei 1911 - Toronto, Canada, 20 januari 2007) was een Joods-Amerikaanse wiskundige die onder andere bekend is geworden door zijn werk op het gebied van de speltheorie en het prisoner's dilemma. 
Geboren in Rusland kwam hij in 1922 in de Verenigde Staten wonen. In 1928 werd hij genaturaliseerd tot Amerikaan. Rapoport werd in eerste instantie opgeleid tot musicus en werd een virtuoos pianist. Tussen 1929 en 1934 studeerde hij piano, dirigeren en compositie aan de Staatsakademie für Musik und darstellende Kunst in Wenen. Door het opkomende nazisme werd het voor hem als Jood echter vrijwel onmogelijk om carrière te maken als pianist. Hij verschoof zijn aandacht naar de wiskunde en promoveerde in 1941 hierin onder Nicholas Rashevsky aan de Universiteit van Chicago. Hierna diende hij in de Amerikaanse luchtmacht in Alaska en in Brits-Indië tijdens de Tweede Wereldoorlog. 
Na de oorlog keerde hij terug naar de VS en hij werd aangenomen in het Committee on Mathematical Biology aan de Universiteit van Chicago (1947-1954), waarna hij een aanstelling kreeg aan het Center for Advanced Studies in the Behavioral Sciences aan de Stanford-universiteit in Californië. Hij deed daar pionierswerk met betrekking tot parasitisme en symbiose, en deed onderzoek op het gebied van de cybernetica. Dit gaf hem een conceptuele basis voor zijn levenslang voortgezette werk op het gebied van conflict-en-samenwerking. 
Rapoport richtte in 1954 de Society for General Systems Research op, samen met de onderzoekers Ludwig von Bertalanffy, Ralph Gerard en Kenneth Boulding. Zijn laatste universitaire betrekking betrof een hoogleraarschap in de psychologie en de wiskunde aan de universiteit van Toronto in Canada. Vanaf 1970 was hij met emeritaat. Behalve bovengenoemde professoraten is Rapoport ook hoogleraar in "Vrede en Conflict studies" geweest.
In 1981 was hij medeoprichter van de organisatie Science for Peace, en in 1984 creëerde hij de beroemde tit for tat-strategie voor het prisoner's dilemma. Hij werd in de jaren tachtig voor zijn werk ten behoeve van de wereldvrede onderscheiden.

## Geselecteerde werken
- Rapoport, A. (1953). "Spread of information through a population with sociostructural bias: I. Assumption of transitivity." Bulletin of Mathematical Biophysics, 15, 523-533.
- Rapoport, A., Horvath, W.J., (1960) "The theoretical channel capacity of a single neuron as determined by various coding systems". Information and Control, 3(4):335-350.
- Rapoport, A. (1963). "Mathematical models of social interaction". In R. D. Luce, R. R. Bush, & E. Galanter (Eds.), Handbook of Mathematical Psychology (Vol. II, pp. 493-579). New York, NY: John Wiley and Sons.
- Gerard, R.W., Kluckhohn, C., Rapaport, A. (1956). "Biological and cultural evolution: Some analogies and explorations". Behavioral Science 1: 6-34.
- Slobodkin L, Rapoport A. (1974). "An optimal strategy of evolution". Q. Rev. Biol. 49:181-200.